# Всеукраїнська акція «Дерево — Життя»
Всеукраї́нська а́кція «Де́рево — Життя́» встановлена в Україні «…на підтримку ініціативи громадських організацій, молоді України щодо залучення населення до впорядкування та озеленення населених пунктів, пам'ятних місць та враховуючи рекомендації міжнародних екологічних форумів…» згідно з Розпорядженням Президента України «Про Всеукраїнську акцію "Дерево — Життя"» від 15 квітня 1997 року № 178/97-рп.
Започаткована з 20 квітня 1997 року та проводилася щорічно у третю неділю квітня.
Із встановленням Дня довкілля акцію було зупинено.